# Функциональная изжога
Функциональная изжога — заболевание пищевода. Согласно Римским критериям IV пересмотра (2016 г.), функциональная изжога — это «ощущения жжения или боли за грудиной, рефрактерного к оптимальной терапии антисекреторными препаратами (удвоенная по сравнению со стандартной доза, принимаемая ежедневно, до первого приёма пищи) при отсутствии у пациента патоморфологических изменений слизистой оболочки пищевода, характерных для ГЭРБ, а также структурных и двигательных нарушений пищевода, способных объяснить эти жалобы». В Римских критериях IV функциональная изжога включена в раздел «Расстройства функции пищевода» и ей присвоен код А2.

При функциональной изжоге отсутствует связь между неприятными ощущениями у пациента и гастроэзофагеальными рефлюксами (ГЭР), кислыми и некислыми. Для установления отсутствия такой связи обязательно используются функциональные методы исследования, в частности, рН-импедансометрия пищевода. 

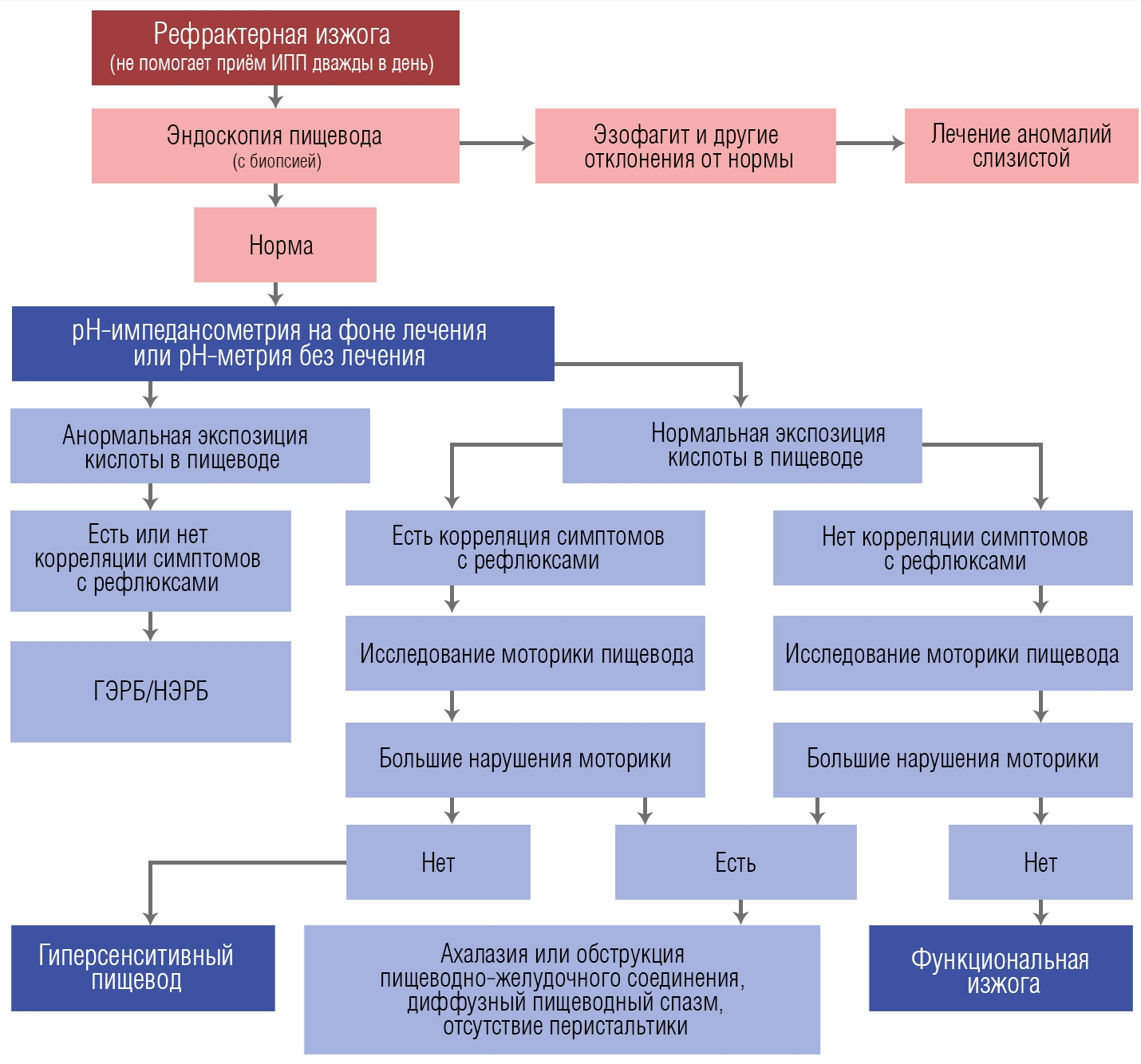
Алгоритм диагностики функциональной изжоги и гиперсенситивного пищевода у пациентов с рефрактерной изжогой (изжогой, которая не лечится ингибиторами протонной помпы в двойной терапевтической дозе)

Так называемые «Римские критерии» описывают функциональные заболевания желудочно-кишечного тракта, ассоциированные с расстройством взаимодействия желудочно-кишечного тракта (ЖКТ) и центральной нервной системы.
В проекте МКБ-11 (Международной классификации болезней 11-го пересмотра) в рубрике «13 Болезни органов пищеварения», подрубрике «Функциональные расстройства желудочно-кишечного тракта» предусмотрен отдельный код «DD90.2 Функциональная изжога».

## Эпидемиология
Согласно Римским критериям IV считается, что функциональная изжога имеется у половины пациентов, которым ранее был поставлен диагноз «неэрозивная рефлюксная болезнь», рефрактерных к терапии ингибиторами протонной помпы. Ранее, в Римских критерия III, утверждалось, что функциональная изжога имеется у менее, чем 10% пациентов с изжогой. Точные цифры распространённости функциональной изжоги, так же как и других функциональных заболеваний желудочно-кишечного тракта, среди населения пока не установлены.
Функциональная изжога чаще встречается у женщин, чем у мужчин. Большинство больных — среднего возраста.

## Этиология и патогенез
Однозначного понимания причин возникновения функциональной изжоги к настоящему времени нет. Считается, что главным в её патогенезе является повышенная висцеральная чувствительность пищевода и нарушения восприятия и обработки поступающих от него сигналов в центральную нервную систему. Гастроэзофагеальные рефлюксы не играют существенную роль в её развитии. Предполагается, что пациенты с функциональной являются чувствительными к механическим и/или химическим некислотным раздражителям. Больные функциональной изжогой отличаются высоким уровнем тревоги и соматизации, более низким уровнем социальной поддержки, они чаще испытывают хронический стресс, страдают расстройствами тревожного или депрессивного спектра, что может приводить к гипертрофированному восприятию симптомов заболевания.

## Диагностические критерии
Для установления диагноза «функциональная изжога» необходимо, чтобы у больного в течение не менее 3-х последних месяцев с началом проявления не менее 6 месяцев с частотой не реже 2 раз в неделю имелось следующее:
- ощущение жжения, дискомфорта или боли в загрудинной области
- отсутствие улучшений при лечении двойной дозой ингибиторов протонной помпы
- установлено отсутствие связи возникновения симптомов с патологическими или физиологическими гастроэзофагеальными рефлюксами (при проведении рН-импедансометрии)
- отсутствие доказательства того, что причиной симптомов являются эозинофильный эзофагит
- отсутствие выраженных расстройств моторной функции пищевода, таких как ахалазия кардии, обструкция пищевода с нарушением пассажа, диффузный эзофагоспазм, пищевод в виде «отбойного молотка», аперистальтирующий пищевод

Важным инструментальным методом дифференциальной диагностики функциональной изжоги является импеданс-рН-метрия, с помощью которой определяют продолжительность эпизодов гастроэзофагеальных рефлюксов, их физических свойств (жидкость, газ, смешанный), высоты распространения болюса в пищеводе и направлении его движения: антеградное или ретроградное, а также его кислотности: кислый (при pH<4), слабокислый (4≤pH<7), слабощелочной (pH≥7). В соответствии с Римским критериям IV пересмотра диагноз функциональная изжога ставится больному с жалобами на жжение за грудиной (изжогу) или боль, не поддающиеся лечению стандартными дозами ингибиторов протонной помпы, при условии исключения у него ГЭРБ, при отрицательной вероятность ассоциации симптома (ВАС) как с патологическим, так и с физиологическим ГЭР и нормальном показателе % времени рН<4 по данным импеданс-рН-метрии.

## Лечение
В настоящее время чёткий алгоритм лечения функциональной изжоги пока не выработан. Важным элементом лечения является убеждение пациентов в отсутствии у них опасных заболеваний. Больным функциональной изжогой не рекомендованы антирефлюксные операции.  До половины пациентов с функциональной изжогой отвечают на терапию ингибиторами протонной помпы в стандартной дозировке. Причина такого ответа не ясна и, возможно, основана на эффекте плацебо. Могут быть рекомендованы трициклические антидепрессанты в малых дозах (имипрамин по 50 мг в сутки, и амитриптилин по 10–20 мг в сутки) и селективные ингибиторы обратного захвата серотонина (сертралин по 50–200 мг в сутки, пароксетин по 50–75 мг в сутки, циталопрам по 20 мг в сутки).

## Не путать
Изжога — симптом заболеваний пищевода, ощущение жжения или боли за грудиной.